# フェアチャイルド メトロ
フェアチャイルド メトロ
SA227-DC メトロ23
- 用途：地方路線向け小型旅客機
- 設計者：スウェアリンジェン・エアクラフト
- 製造者：フェアチャイルド・エアクラフトほか[注 1]
- 運用者：2019年7月現在

  - アメリフライト（英語版）
  - ペリメーター・アビエーション（英語版）
  - アエロナヴェス・TSM（英語版）
  - キー・ライム・エア（英語版）
  - アンコール・エア・カーゴ（Encore Air Cargo）ほか
- 初飛行：1969年8月26日
- 生産数：約700機（シリーズ全体）
- 生産開始：1969年（1999年生産終了）
- 運用開始：1973年（商用航空）[5]
- 運用状況：運用中
- 原型機：スウェアリンジェン マーリン（英語版）
- 派生型：シリーズ機

  - マーリンIV（ビジネス機）
  - エクスペディター（貨物機）
  - C-26（英語版）（軍用機）

フェアチャイルド メトロ（英語: Fairchild Metro）は、スウェアリンジェン・エアクラフト（英語版: Swearingen Aircraft）が1969年に開発し、1972年以降はフェアチャイルドの傘下で1999年まで生産された、乗客19席（最大20席）、ターボプロップ双発のコミューター航空会社向け小型旅客機である。シリーズ全体で約700機が生産・納入され、特に1970年代後半から1980年代にかけては代表的なターボプロップ・コミューター機であった。生産元の変遷（買収、社名変更など）に伴い、「スウェアリンジェン メトロ」（英語: Swearingen Metro）、「フェアチャイルド・スウェアリンジェン メトロ」（英語: Fairchild Swearingen Metro）、「フェアチャイルド・ドルニエ メトロ」（英語: Fairchild Dornier Metro）とも呼ばれる。

## 開発・生産状況

### 「メトロ」開発の経緯
ビル・リア（英語: Bill Lear）やディー・ハワード（Dee Howard）の下で航空機の開発研究を行っていたエド・スウェアリンジェン（英語: Ed Swearingen）は、1959年に独立し、アメリカ合衆国テキサス州のサンアントニオ国際空港そばにスウェアリンジェン・エアクラフトを設立した。この独立後、「エクスカリバー」（Excalibur）と呼ばれるビーチクラフト ツイン・ボナンザ、ビーチクラフト クイーンエアの改造を手掛けていた。
1964年になると、「基礎となる汎用胴体を開発し、レシプロ、ターボプロップ、ジェットといった各種エンジンと組み合わせることにより、また胴体の長さを変えることにより、多様な航空機シリーズを作りだす」とのアイデアのもと、ビジネス機「ビーチクラフト キングエア」を凌駕する航空機を目指し、新型航空機の開発を始めた。ジェット機の亜音速対応や高速度・長航続距離化のための空気抵抗削減、胴体延長対応、与圧効率化などの観点より、前後で半径が変わらない円筒型の胴体を新開発、また尾翼も新製し、クイーンエアの主翼、ツイン・ボナンザの降着装置と組み合わせ、これがビジネス機「スウェアリンジェン マーリン」となった。まず、4人乗りレシプロエンジン（ライトカミング TIGO-540）搭載の「SA26 マーリン」として開発が始まったが、この機体は生産には至らなかった。胴体を延伸、プラット・アンド・ホイットニー・カナダ PT6ターボプロップエンジンを採用、それに合わせて主翼を適応させた8人乗りビジネス機「マーリンII」は、1965年に初飛行、1966年にアメリカ連邦航空局（FAA）の型式証明を取得、「SA26-T マーリンIIA」として商業生産・販売開始となった。1967年になるとギャレット・エアリサーチと「マーリン」の独占的販売の契約を結び、エンジンをギャレット TPE331-1-151Gへと変更した「SA26-AT マーリンIIB」を開発、1968年に型式証明を取得し、「SA26-T マーリンIIA」に替わり生産されることとなった。
その後、主翼・尾翼（十字尾翼）・降着装置を自社で新製し、胴体延伸型の開発も行われ、8人乗りビジネス機「SA226-T マーリンIII」（型式証明取得:1970年7月）、胴体延伸型12人乗りビジネス機「SA226-AT マーリンIV」（型式証明取得:1970年9月）、胴体延伸型を乗客19席（最大20席）で最大離陸重量5,670kg（12,500ポンド）のコミューター機とした「SA226-TC メトロ」（初飛行:1969年8月26日、型式証明取得:1970年6月）として結実した。なお、この当時のアメリカの航空業界の背景としては、1969年に「乗客用19席以下、最大離陸重量12,500ポンド（5,670kg）以下の機体であれば、運航証明書なしでの地域航空定期運航事業（コミューター航空）に使用できる」との規定が制定されていた。

### 「メトロ」誕生後の展開
| 年     | 合計 | 1970 | 1971 | 1972 | 1973 | 1974 | 1975 | 1976 | 1977 | 1978 | 1979 |
| ------ | ---- | ---- | ---- | ---- | ---- | ---- | ---- | ---- | ---- | ---- | ---- |
| 受注数 | 699  | 4    | 2    | 8    | 15   | 13   | 19   | 20   | 28   | 80   | 27   |
| 納入数 | 699  | 2    | 3    | 3    | 15   | 15   | 19   | 15   | 23   | 41   | 43   |
|        |      |      |      |      |      |      |      |      |      |      |      |
| 年     | 1980 | 1981 | 1982 | 1983 | 1984 | 1985 | 1986 | 1987 | 1988 | 1989 | 1990 |
| 受注数 | 38   | 55   | 34   | 33   | 21   | 36   | 36   | 26   | 45   | 14   | 31   |
| 納入数 | 53   | 59   | 44   | 34   | 23   | 33   | 35   | 35   | 28   | 21   | 18   |
|        |      |      |      |      |      |      |      |      |      |      |      |
| 年     | 1991 | 1992 | 1993 | 1994 | 1995 | 1996 | 1997 | 1998 | 1999 | 2000 | 2001 |
| 受注数 | 31   | 11   | 15   | 22   | 8    | 3    | 11   | 1    | 4    | 8    | 0    |
| 納入数 | 12   | 37   | 26   | 18   | 14   | 5    | 11   | 0    | 2    | 6    | 6    |

1970年にシリーズ機「マーリンIV」（胴体延伸型の12席ビジネス機）がリットン・インダストリーズに納入され、これが胴体延長型の「メトロ」シリーズ納入第1号となった。
1971年には「メトロ」がコンゴ民主共和国キンシャサのソシエテ・ミニエール・デ・バクワンガ（MIBA）に初納入される。一方で、この頃の世界的不況・航空機市場縮小により売上が急減し資金繰りが悪化、1971年中ごろにはスウェアリンジェン・エアクラフトは生産を停止し、自ら破産を申請するに至った。「マーリン」「メトロ」の新型主翼の製造を担当し、「メトロ」の販売代理店でもあったフェアチャイルド・インダストリーは、1972年2月に90%出資の子会社スウェアリンジェン・アビエーションを設立し、スウェアリンジェン・エアクラフトの資産を取得、事業を引き継ぐことになった。
1975年には、機内システムの改修、客室窓の変更（丸形→四角形で大型化）、騒音低減のための改良、コックピット周りの改修、オプションでロケット補助推進離陸装置（RATO）の装備、などの変更がなされた「SA226-TC メトロII」が登場。また、生産再開から続けられてきた効率化による生産性向上もあり1975年には損益が黒字転換、経営が軌道に乗るようになった。1978年頃にはアメリカ国内で12社が導入し、またヨーロッパでも導入例があるなど、コミューター機市場でのシェアの約半分を占め、このクラスのコミューター機では代表的な機種となっていた。
アメリカで1978年に航空規制緩和法が制定され、その一環として、「コミューター機（乗員用19席以下）の最大離陸重量12,500ポンド（5,670kg）制限」が、1980年から10年間限定で撤廃されることとなった（特別連邦航空規則14）。この規制の変化に対応し、1980年には、エンジンを高出力の「ギャレットTPE331-10」（出力:671kW＝900shp）に変更し、最大離陸重量を6,001kg（13,230ポンド）に引き上げた「SA226-TC メトロIIA」を開発。続いて同年、主翼を大型化し、新型高出力エンジン「ギャレットTPE331-11」（出力:ドライ時746kW＝1,000shp、ウエット時820kW＝1,100shp）に変更し最大離陸重量を6,577kg（14,500ポンド）まで引き上げた「SA227-AC メトロIII」の型式証明も取得。また、「メトロIII」をベースとした貨物専用機「SA227-AT エクスペディター」が誕生した。1985年には、当時のギャレットTPE331エンジンが抱える問題点を回避する観点より、エンジンをプラット・アンド・ホイットニー・カナダ PT6Aに変更した「SA227-PC メトロIIIA」の型式証明を取得するも、ギャレットTPE331エンジンの問題点が解消されたため、販売には至らなかった。1980年代も「メトロ」の生産・販売は順調に推移、1987年末では世界で50社370機が定期運航されており、アメリカ製ターボプロップ機では最も使われていた機体であったとされる。
1987年、「メトロIII」を連邦航空規則パート23規格に適合させた「メトロIV」、胴体延長、室内高拡大（「立ち上がれる客室」）、動翼改良、T字尾翼化などを施した「メトロV」の開発計画を発表。また、この頃、主翼新製や高出力エンジン導入による高速化を図る「メトロVI」の構想もあったが、1989年に「メトロV」「メトロVI」開発は打ち切りとなった。
1988年からは、一般輸送・要人輸送・麻薬取締・各種哨戒などの用途として、「メトロIII」ベースの改変機をアメリカ軍（空軍州兵、陸軍州兵）に納入しており、「C-26」と呼ばれている。
1989年、「メトロIII」をベースに、客席6席追加（19→25席）のために機体後部の荷物室を胴体下部の外部ポッドに移行するなどした「メトロ25」の開発計画を発表、試作機で初飛行も行った。また「メトロ25」をターボファンエンジン化した「メトロ25J」の構想もあった。1990年2月、GMFインベストメンツ傘下となっていた製造元フェアチャイルド・エアクラフトが連邦倒産法第11章手続きを申し立て、フェアチャイルド・アクイジション傘下で生産が再開されるが、「メトロ25」計画、「メトロ25J」構想は凍結となった。
1990年6月、「C-26」に盛り込まれた各種システム改善、燃費改善のためのエンジン変更、大型フラップ搭載などの改修も織り込み、最大離陸重量を7,484kg（16,500ポンド）に引き上げた「メトロIV」が連邦航空規則パート23規格で型式証明（SA227-CC、SA227-DC）を取得、「メトロ23」と名付けられた。また、電子飛行計器システム（EFIS）、デジタル式自動操縦装置を装備した「メトロ23E」（1996年納入）、より多くの荷物を収容するための外部ポッドを胴体下部につけた「メトロ23EF」も設定された。
1996年ごろ、機内で人が立ち上がれる「ビーチクラフト 1900D」と同等の室内高（1.8m＝71インチ）をもち、主翼を再設計するという新型「メトロ」を計画しており、同年5月には展示会にてモックアップを展示した。一方、同年、フェアチャイルド・エアロスペースはドイツの航空機メーカー・ドルニエを買収、「ドルニエ 228」（ターボプロップ双発、乗客19席）、「ドルニエ 328」（ターボプロップ双発、乗客約30席）が生産ラインナップに加わり、また「ドルニエ 328JET」（ターボファン双発、乗客約30席）が開発中の状況であった。かかる状況下、1997年、新型開発は「328JET」に集中することになり、新型「メトロ」は凍結されることとなった。
1999年に生産を終了、2001年に「SA227-DC-904 メトロ23」が納入され、これが「メトロ」シリーズ最後の納入機体となった。シリーズ全体累計で約700機生産された。
2002年、フェアチャイルド・ドルニエは破産を申請、元フェアチャイルド航空部門はM7エアロスペースが買収し、「マーリン」「メトロ」の型式証明を保持、メンテナンス等を行っていた。2022年、アメリカで航空機部品製造、航空機整備を行っているオンティック（Ontic）が、M7エアロスペースから「マーリン」「メトロ」事業を買収した。

## 運用状況
| 機種                                  | 機数  | 備考                    |
| ------------------------------------- | ----- | ----------------------- |
| エンブラエル E170/E175/E190/E195      | 1,414 | ターボファン、72-124席  |
| ATR 42/72                             | 1,006 | ターボプロップ、42-72席 |
| ボンバルディア CRJ700/900/1000        | 0772  | ターボファン、70-104席  |
| エンブラエル ERJ135/140/145           | 0546  | ターボファン、37-50席   |
| ボンバルディア ダッシュ8-Q400         | 0508  | ターボファン、68-78席   |
| ボンバルディア CRJ100/200             | 0487  | ターボファン、50席      |
| ビーチクラフト 1900                   | 0406  | ターボプロップ、19席    |
| ボンバルディア ダッシュ8-Q100/200/300 | 0344  | ターボファン、37-56席   |
| デ・ハビランド・カナダ DHC-6          | 0319  | ターボプロップ、19席    |
| フェアチャイルド・メトロ              | 0255  | ターボプロップ、19席    |

2019年7月時点で255機が現役で運用されており、リージョナル機では世界10位の運用機数、また同等クラス（ターボプロップ19席）では「ビーチクラフト 1900」、「デ・ハビランド・カナダ DHC-6」に次ぐ規模を維持している。2019年7月時点で「メトロ」を運用している航空会社は、アメリフライト（45機）、ペリメーター・アビエーション（32機）、アエロナヴェス・TSM（28機）、キー・ライム・エア（17機）、アンコール・エア・カーゴ（Encore Air Cargo。10機）などとなっている。
また各国政府や軍で、要人輸送、軍事輸送、哨戒活動などで使用されており、2003年現在では、アメリカ（22機）、アルゼンチン（7機）、ベルギー（5機）、ペルー（5機）、メキシコ（4機）など11か国で53機が運用されていた。

## 機体の特徴

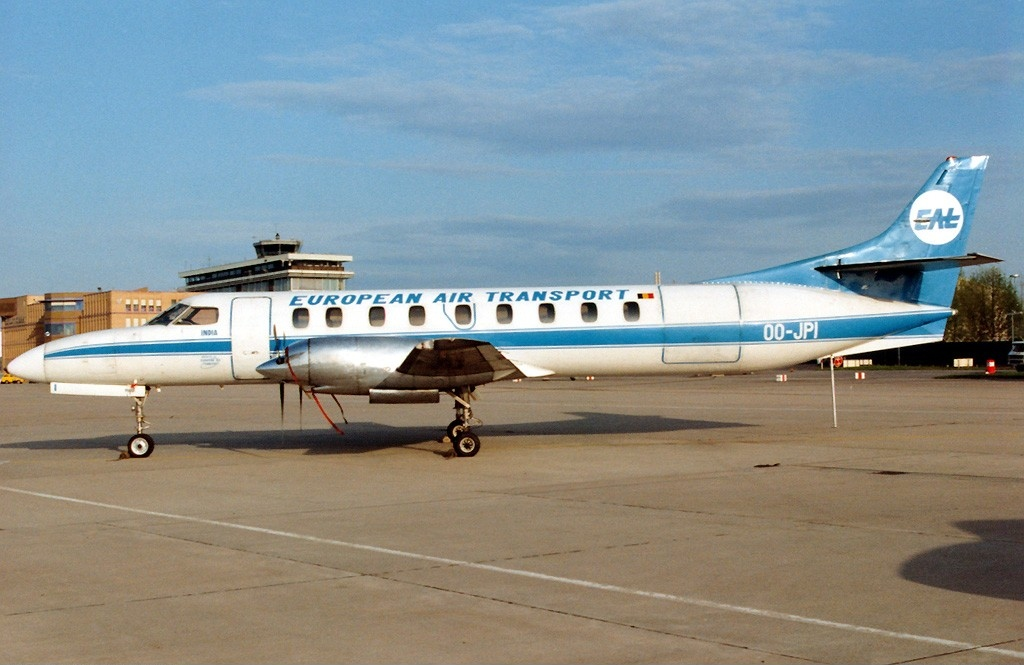
SA226-TC メトロII。後部左舷に貨物用扉がある

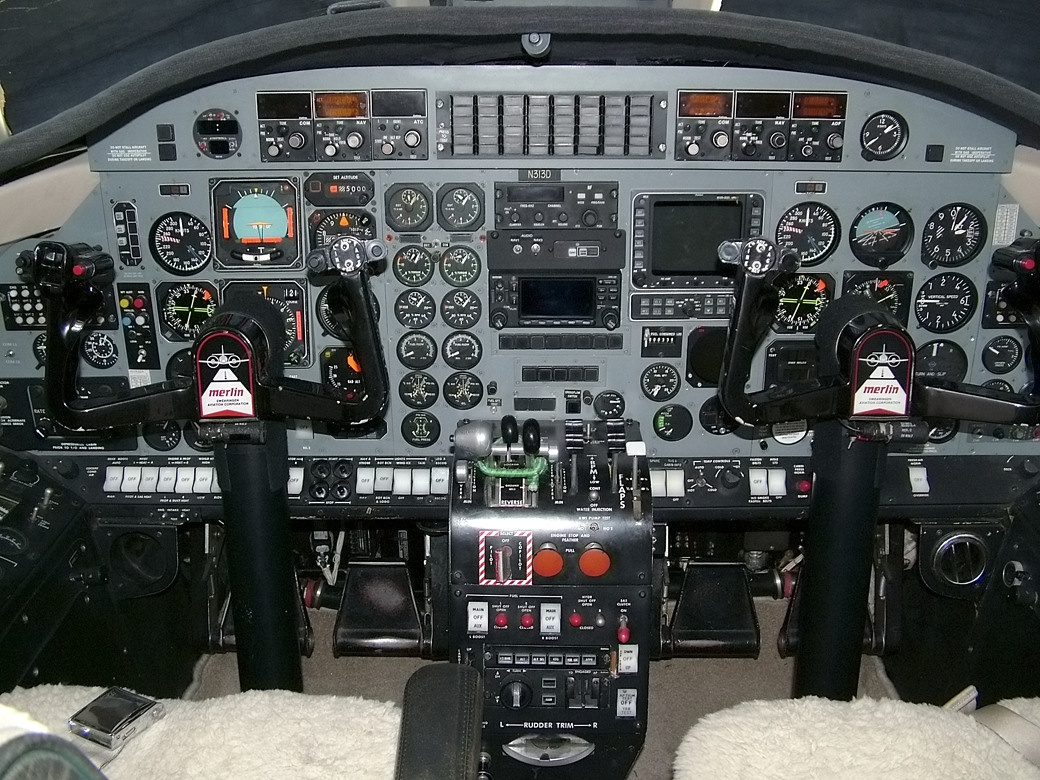
操縦席（SA-227AT マーリンIVC）

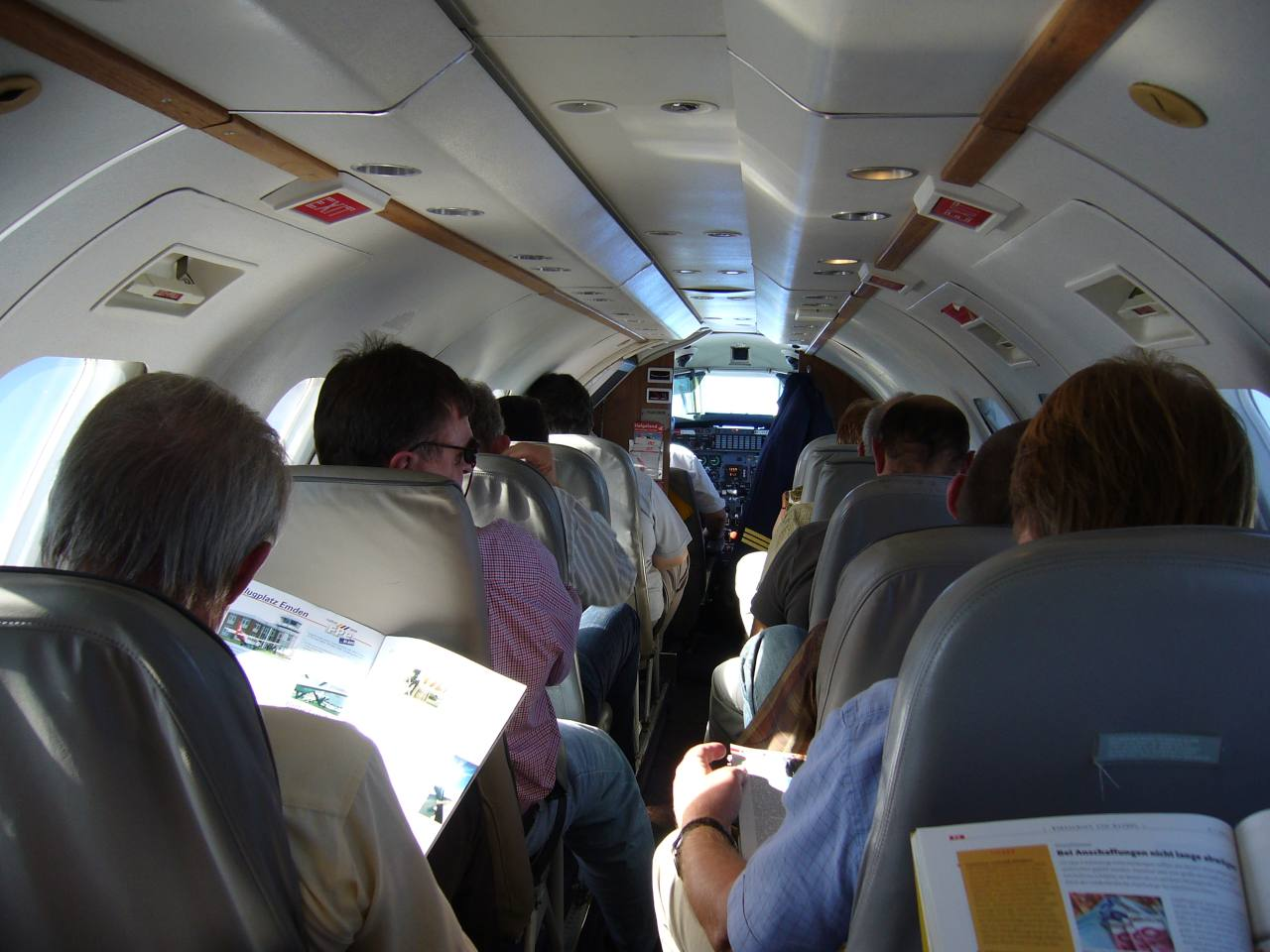
運航中の客室内

ターボプロップ双発、与圧客室19席（最大20席）のコミューター機。
胴体は、断面が真円形で、前後で半径が変わらない円筒型となっており、四角形の客室窓（メトロII以降）、後部左舷に貨物用扉（幅1.35m、高さ1.3m）が設けられている。
客室は、全長7.75m、最大幅1.57m、室内高1.45mのスペースに、中央の通路を挟んで、左右各1席（シートピッチ76cm）のレイアウトで19席（最大20席）。最大差圧0.048MPaの与圧により、高度5,120mまで海面気圧の維持が可能。出自がビジネス機ということもあり、胴体が細く、室内高が低い。
機首部分（容量1.3m3）、客室後部（容量2.7m3）に荷物室があり、荷物収納用の外部ポッド（容量3.7m3）付きの「メトロ23EF」の設定もあった。
「メトロIII」において大型化された主翼は、翼幅17.37m、翼面積28.71m2（「メトロII」は翼幅14.10m、翼面積25.78m2）、低翼配置のテーパー翼で、アスペクト比10.5とやや細長い形状をしており、後縁フラップはダブルスロッテッドフラップを採用している。
エンジンはギャレットTPE331ターボプロップの双発で、吸気口・排気口が主翼の上側になる様にマウントされている。出力は、最終モデル「メトロ23」のギャレットTPEギャレットTPE331-12UAR-701Gでは出力820kW（1,100shp）まで強化された。プロペラは「メトロII」では3枚羽根であったが、「メトロIII」にて4枚羽根となった。
尾翼は、十字尾翼を採用（同時開発の短胴型ビジネス機「マーリンIII」の十字尾翼と共通）。

### バリエーション
| 機種             | 機数 | 備考                 |
| ---------------- | ---- | -------------------- |
| メトロ           | 016  |                      |
| メトロII         | 169  | メトロIIA含む        |
| メトロIII        | 258  |                      |
| メトロ23         | 094  | メトロIV表記分を含む |
| マーリンIV       | 089  | IVA、IVCを含む       |
| エクスペディター | 032  |                      |
| C-26             | 040  | C-26A、C-26B合算     |
| 合計             | 721  | [ 注 5 ]             |

SA226-TC メトロ
1969年初飛行の初代。同時開発のビジネス機「SA226-T マーリンIII」の胴体を延長し、乗客19席（最大20席）としたコミューター機。1970年に型式証明取得。ギャレットTPE331-3UWエンジン（出力:ドライ時626kW＝840shp、ウエット時700kW＝940shp）を2基搭載、最大離陸重量は5,670kg（12,500ポンド）。客席窓は丸型。
SA226-TC メトロII
1975年登場の「メトロ」改良機。客席窓を四角形とし大型化、機内システム諸改良、ロケット補助推進離陸装置（RATO）のオプション設定など。ギャレットTPE331-3UW-303Gエンジン（出力:ドライ時626kW＝840shp、ウエット時700kW＝940shp）を2基搭載。最大離陸重量は5,670kg（12,500ポンド）。
SA226-TC メトロIIA
1980年登場の「特別連邦航空規則14」対応機。ギャレットTPE331-10エンジン（出力671kW＝900shp）を2基搭載。最大離陸重量は6,001kg（13,230ポンド）。
SA227-AC メトロIII
1980年登場の「特別連邦航空規則14」対応機。主翼大型化や高出力型エンジン（ギャレットTPE331-11U-601G、出力:ドライ時746kW＝1,000shp、ウエット時820kW＝1,100shp）搭載などにより、最大離陸重量を6,577kg（14,500ポンド）まで引き上げた。
SA227-PC メトロIIIA
1985年に型式証明を取得したプラット・アンド・ホイットニー・カナダPT6Aエンジン搭載機。販売には至らなかった。
SA227-BC メトロIII
1989年に型式証明を取得した、メキシコの航空会社アエロメヒコ・コネクト向け特別仕様機。ギャレットTPE331-12Uエンジン（出力:ドライ時746kW＝1,000shp、ウエット時820kW＝1,100shp）を搭載。
SA227-CC、SA227-CD メトロ23
1990年登場の「連邦航空規則パート23」対応機。各種システム改善、高燃費エンジン搭載、大型フラップ搭載などにより、最大離陸重量を7,484kg（16,500ポンド）まで引き上げた。

### 派生型（シリーズ機）
マーリンIV

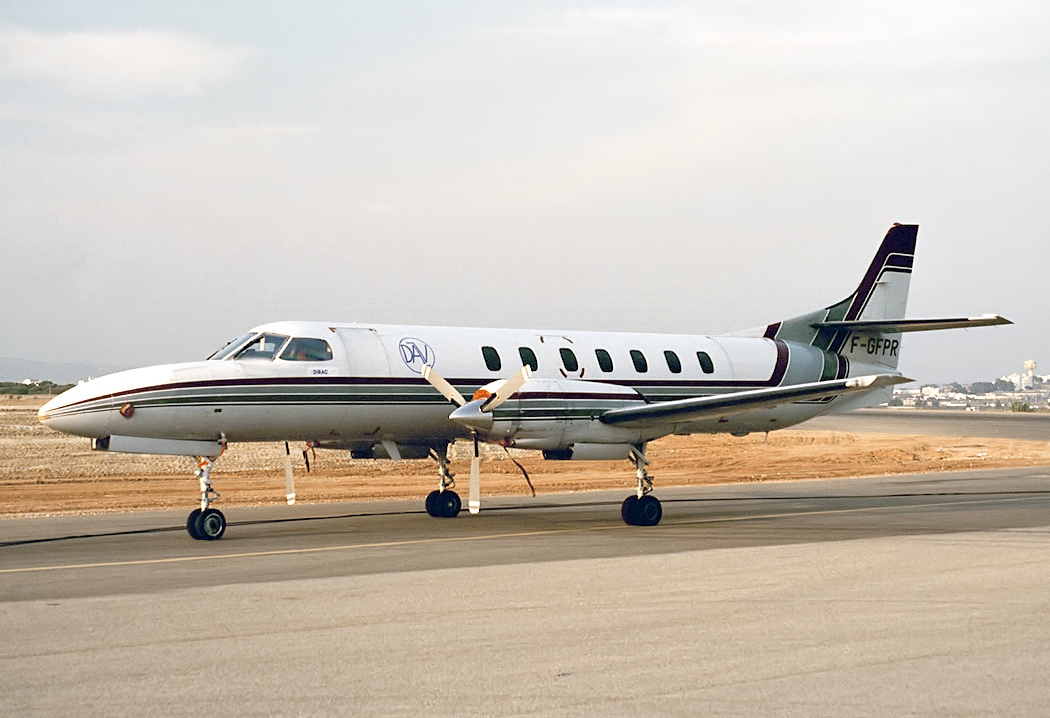
DIRAC AviationのSA226-AT マーリンIVA

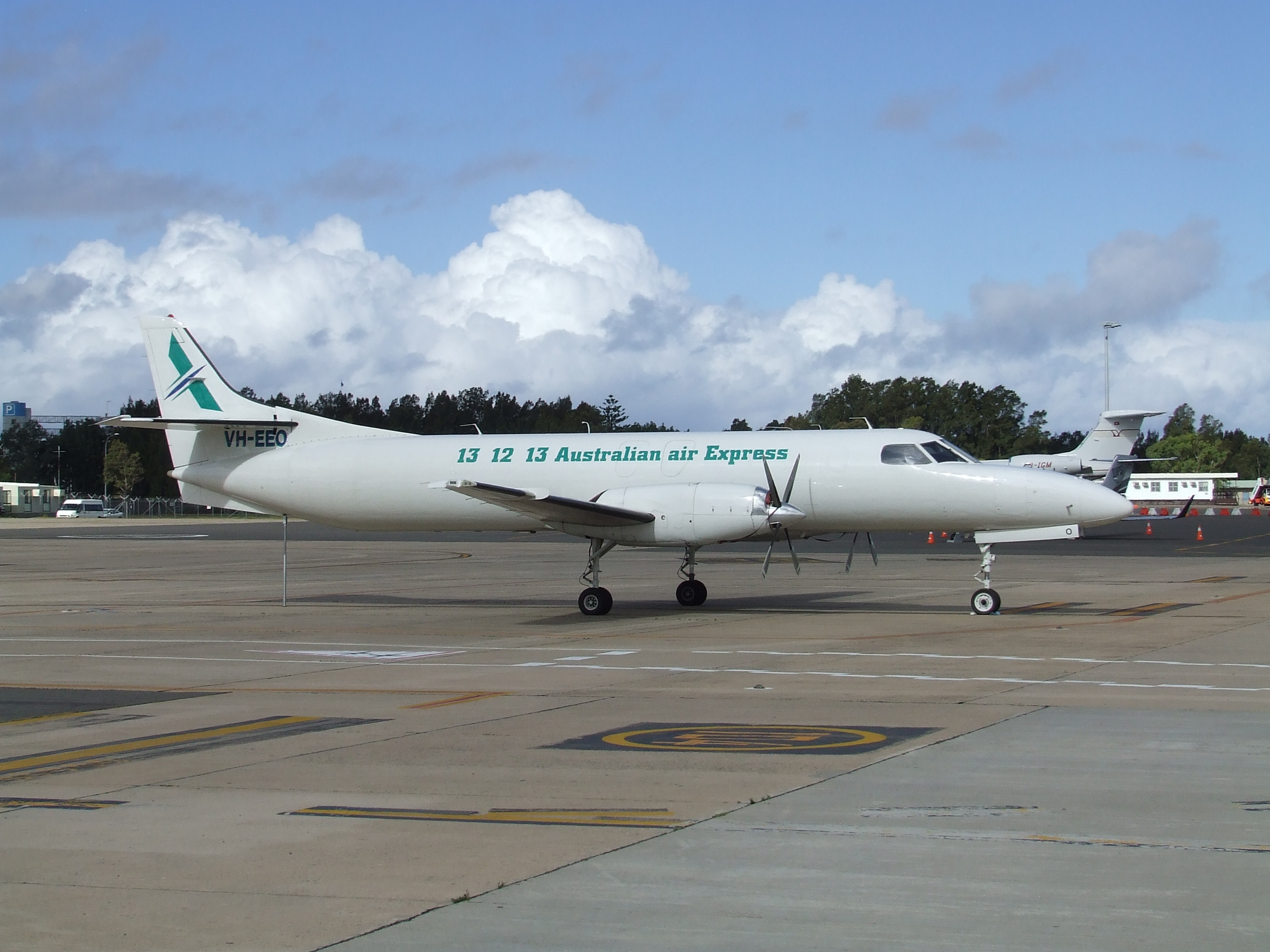
SA227-AT エクスペディター。客室窓の無い貨物専用型

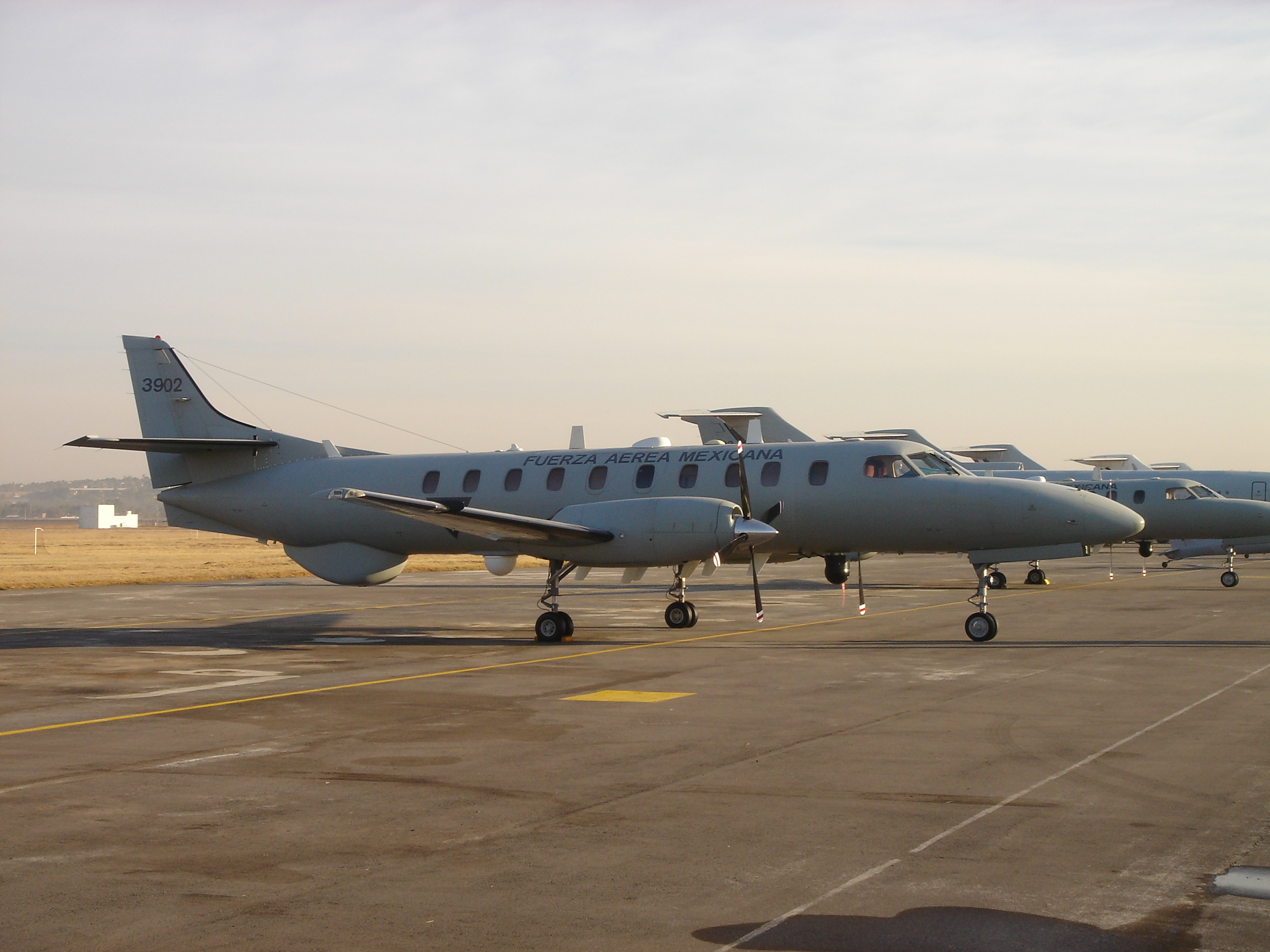
メキシコ空軍のC26-A

「メトロ」をベースとした12-14席のビジネス機バージョン。
「SA226-TC メトロ」ベースの「SA226-AT マーリンIV」、「SA226-TC メトロII」ベースの「SA226-AT マーリンIVA」、「SA227-AC メトロIII」ベースの「SA227-AT マーリンIVC」、「SA227-CC、SA227-DC メトロ23」ベースの「マーリン23」がある。
エクスペディター
「メトロ」をベースとした貨物専用型。
「SA227-AC メトロIII」ベースの「SA227-AT エクスペディターI」、「SA227-DC メトロ23」ベースの「SA227-DC エクスペディター23」がある。
C-26
「メトロ」をベースとした軍用機。
1988年に「メトロIII」ベースの「C-26A」をアメリカ空軍州兵に初納入、1991年からは「メトロ23」ベースの「C-26B」も作られた。
その他、1990年代中ごろにアメリカ陸軍が中古「マーリンIVC」を入手し、AN/APG-66レーダー、前方監視型赤外線装置（FLIR）を搭載し対麻薬任務機とした「C-26C」、1998年に「C-26B」6機がアメリカ空軍から同海軍へ移管され改名となった「C-26D」、なども存在する。

## 主要諸元
|              | SA226-TC メトロII                                                                             | SA227-AC メトロIII                                          | SA227-DC メトロ23                                                          |
| ------------ | --------------------------------------------------------------------------------------------- | ----------------------------------------------------------- | -------------------------------------------------------------------------- |
| 乗員         | 2名                                                                                           | 2名                                                         | 1-2名                                                                      |
| 乗客定員     | 19名（最大20名）                                                                              | 19名（最大20名）                                            | 19名（最大20名）                                                           |
| 全長         | 18.09m（59ft4in）                                                                             | 18.09m（59ft4in）                                           | 18.09m（59ft4in）                                                          |
| 全高         | 5.08m（16ft8in）                                                                              | 5.08m（16ft8in）                                            | 5.08m（16ft8in）                                                           |
| 翼幅         | 14.10m（46ft3in）                                                                             | 17.37m（57ft0in）                                           | 17.37m（57ft0in）                                                          |
| 翼面積       | 25.78m2（277.5ft2）                                                                           | 28.71m2（309.0ft2）                                         | 28.71m2（309.0ft2）                                                        |
| 翼型         | NACA 65A215                                                                                   | NACA 65A215                                                 | N/A                                                                        |
| 空虚重量     | 3,379kg（7,450lb）                                                                            | 運用自重（OEW）3,963kg（8,737lb）                           | 機体重量4,268kg（9,409lb） 運用自重（OEW）4,309kg（9,500lb）               |
| 最大離陸重量 | 5,670kg（12,500lb）                                                                           | 6,577kg（14,500lb） オプション時7,257kg（16,000lb）         | 7,484kg（16,500lb）                                                        |
| 動力         | ターボプロップエンジン 2基                                                                    | ターボプロップエンジン 2基                                  | ターボプロップエンジン 2基                                                 |
| エンジン     | ギャレットTPE331-3UW-303G                                                                     | ギャレットTPE331-11U-601G                                   | ギャレットTPE331-12-UAR-701G                                               |
| 出力         | ドライ時626kW（840shp） ウエット時700kW（940shp）                                             | ドライ時746kW（1,000shp） ウエット時820kW（1,100shp）       | ドライ時、ウエット時とも820kW（1,100shp）                                  |
| プロペラ     | 3枚羽根                                                                                       | 4枚羽根                                                     | 4枚羽根                                                                    |
| 最大巡航速度 | 473km/h（294mph）（高度3,050m＝10,000ft、重量5,445kg＝12,000lb時）                            | 515km/h（320mph）（高度4,570m＝15,000ft時）                 | 542km/h（337mph）                                                          |
| 航続距離     | フェリー飛行時 3,952km（2,134海里） 乗客15名時 1,100km（595海里） 乗客19名時 346km（187海里） | 乗客19名時 1,611km（870海里） 積載上限時 1,547km（835海里） | 乗客19名時 2,065km（1,114海里） 積載上限2,268kg=5,000lb時 988km（533海里） |
| 実用上昇限度 | 8,230m（27,000ft）                                                                            | 8,380m（27,500ft）                                          | 7,620m（25,000ft）                                                         |
| 上昇率       | 732m/min（40ft/s）                                                                            | N/A                                                         | 823m/min（45ft/s）                                                         |
| 離陸滑走距離 | 離陸距離（15.2m＝50ft上昇迄） 799m（2,620ft）                                                 | N/A                                                         | 1,020m（3,346ft）                                                          |
| 着陸滑走距離 | 着陸距離（高度15.2m＝50ftから） 1,082m（3,550ft）                                             | N/A                                                         | 747m（2,451ft）                                                            |
| 出典         | [ 5 ] [ 40 ]                                                                                  | [ 29 ]                                                      | [ 5 ] [ 18 ]                                                               |

## 主な事故・事件
アビエーション・セーフティー・ネットワークのデータベース（2022年2月27日現在）によると、「メトロ」シリーズの事故・事件は機体損失に至ったものが139件、死者数は累計で256人とある。うち、最初の死亡事故は1975年4月14日発生のマグナボックス（貨物便）の墜落事故（死者2名）、最悪の死亡者数を出したのは1988年2月8日発生のニュルンベルク・フルクディンスト108便墜落事故（死者21名）、2022年2月27日現在で直近のものは2021年12月10日発生のキャッスル・アビエーションCSJ921便（貨物便）の墜落事故（死者1名）、となっている。ほかにハイジャックが1件発生している。死亡事故を中心とした主な事件・事故は下表の通り。
| 発生日         | 機種                 | 運航者・便名                                             | 乗員乗客数 | 死亡者数 | 概要 |
| -------------- | -------------------- | -------------------------------------------------------- | ---------- | -------- | --- |
| 1975年4月14日  | SA226-AT マーリンIV  | マグナボックス（貨物便）                                 | 2          | 2        | 霧のなか、アメリカ合衆国ノースカロライナ州にあるサザンパインズ・パインハースト空港へのビジュアルアプローチに失敗。滑走路手前0.5マイル（0.8km）付近に墜落。 |
| 1978年11月6日  | SA226-AT マーリンIV  | タイ王国空軍                                             | N/A        | 5        | タイ王国にあるサコンナコーン空港からの離陸に失敗、同空港付近に墜落。 |
| 1980年6月12日  | SA226-TC メトロII    | エア・ウィスコンシン 965便                               | 15         | 13       | アメリカ合衆国ミネソタ州にあるミネアポリス=セントポール国際空港を出発し、ネブラスカ州リンカーン空港に向けて飛行中、激しい雷雨に遭遇。左右のエンジンとも多量の雨水を吸い込んで停止。エンジンの再始動には成功するが態勢を立て直せず、ネブラスカ州ダグラス郡バレー付近に墜落。生存2名も重傷を負った。 |
| 1982年7月14日  | SA226-AT マーリンIV  | 南アフリカ空軍                                           | 8          | 8        | 南アフリカ共和国ウォータークルーフ空軍基地へ着陸のためのベース・レグ中、ランセリア国際空港離陸直後のパイパー PA-31ナバホと空中衝突、プレトリア南方に墜落した。 |
| 1982年12月7日  | SA227-AC メトロIII   | パイオニア・エアラインズ（貨物便）                       | 2          | 2        | アメリカ合衆国コロラド州プエブロ・メモリアル空港への航空監視レーダーによる着陸進入（ASR APCH）中、水平飛行のまま同空港の南南西32km付近の原野に衝突。国家運輸安全委員会の調査によると、副操縦士の体調急変（検死にて気管支・肺に吐瀉物）、機長の不注意（夜間における高度確認不十分）と推定された。 |
| 1984年1月30日  | SA226-TC メトロII    | ブリット・エアウェイズ（回送便）                         | 3          | 3        | アメリカ合衆国インディアナ州エバンズビル・ドレス地域空港への回送のため、同州テレホート・ハルマンフィールド空港を離陸した直後、同空港の南南西3kmに墜落。原因は解明できなかった。 |
| 1986年5月2日   | SA227-AC メトロIII   | ホライゾン航空QX2318便                                   | 15         | 0        | アメリカ合衆国オレゴン州にあるメドフォード・ジャクソン郡空港を離陸し、ポートランド国際空港へ向けて飛行中、乗客の1名が、乗員の背中に硬いもの（のちのワイボトルの口と判明）を突き付け、「南に向かえ。火炎瓶（incendiary device）も持っている」と脅迫し、機はハイジャックされた。給油のために立ち寄ったヒルズボロ空港にて、交渉の末、乗客を開放、その際にスキをみて乗員も脱出、機内にただ一人残されたハイジャック犯は逮捕となった。ハイジャック犯は、火炎瓶ほか、武器は一切持っていなかった。 |
| 1986年5月7日   | SA226-AT マーリンIV  | バークレー・エアラインズ（貨物便）                       | 1          | 1        | アメリカ合衆国モンタナ州にあるビリングス・ローガン国際空港の滑走路27（西向き）に着陸するよう進入するも途中で断念（進入復行）、滑走路09L（反対側、東向き）への着陸に切り替えるが、回頭後、同空港の北西11km付近に墜落、炎上。滑走路27（西向き）への進入は、ILSローカライザーバックコース（設定されている方向とは逆方向からの進入）であった。国家運輸安全委員会の調査によると、検死と既往歴から、墜落当時、機長は心血管疾患により操縦不能に陥っていたとされた。 |
| 1987年1月15日  | SA226-TC メトロII    | スカイウェスト航空1834便                                 | 8          | 8        | アメリカ合衆国ユタ州にあるソルトレイクシティ国際空港へ着陸進入中、同州ソルトレイク郡カーンズ付近の高度7,000フィート（2,134m）で、ムーニーM20と空中衝突。ムーニーM20のソルトレイクシティ空港レーダーサービスエリアへの無許可進入、および同機側の注意不足が原因とされた。 |
| 1987年4月23日  | SA226-TC メトロII    | エア・リフト・コミューター（貨物便）                     | 2          | 2        | アメリカ合衆国ノースカロライナ州ウィルミントン・ニューハノバー郡空港滑走路（7,002フィート＝2,134m）を離陸中（ローテーション速度到達直後、3,000フィート（914m）地点）、右エンジンが破損、炎上、そのまま飛行を続け、150フィート（46m）まで上昇した後に降下、同空港南側3,000フィート（914m）付近に墜落。右エンジンの第3静翼（3rd stage stator assy）は最新の溶接手順・検査が行われておらず、アンコンテインド・フェィラー（uncontained failure。エンジン外部に破片が飛び散る故障・破損）の原因となったとされた。また、機体のスペックからは、滑走路の（エンジンが破損した地点より先の）残り部分で、安全に着陸できたのではないか、と指摘された。 |
| 1988年1月19日  | SA227-AC メトロIII   | トランス・コロラド航空2286便                             | 17         | 8        | アメリカ合衆国コロラド州デュランゴ・ラプラタ・カウンティ空港への最終進入中、同空港の北東8km付近で地面に衝突。副操縦士による規定を超える急降下と、機長（コカイン服用）による監視不十分、が原因とされた。 |
| 1988年2月8日   | SA227-AC メトロIII   | ニュルンベルク・フルクディンスト108便                    | 21         | 21       | ドイツにあるデュッセルドルフ空港へ最終進入中に落雷。全電源喪失、制御不能の状態で降下する中、機体が空中分解し、ケトヴィッヒの北2km付近に墜落。雷雨発生を事前に把握していたにもかかわらず同区域の回避を怠ったこと、全電源喪失により計器・フラップなどが使用できなかったこと、などが原因とされた。 |
| 1988年2月11日  | SA226-TC メトロII    | エア・ナイアガラ（貨物便）                               | 2          | 2        | カナダオンタリオ州にあるハミルトン・ジョン・C・マンロ国際空港へ向けて飛行、降下中、制御不能となり、オンタリオ湖に墜落。 |
| 1988年2月19日  | SA227-AC メトロIII   | AVエアー3378便                                           | 12         | 12       | アメリカ合衆国ノースカロライナ州にあるローリー・ダーラム国際空港を離陸後、同空港の西1.5km付近、同州ケーリーにある貯水池に墜落。「副操縦士の計器読み誤り、機長の飛行監視不十分、うまく作動しなかった失速回避システム（SAS）とその対応」などが原因とされたが、のちに「乗組員が適切な飛行経路を維持できなかったこと、その背景として、AVエアーの乗組員訓練・運行管理が不十分であったこと、連邦航空局のAVエアーに対する監督が不十分であったこと」に修正された。 |
| 1988年11月18日 | SA226-TC メトロII    | エール・リトラル440便                                    | 4          | 4        | モンリュソン・ゲレ空港を離陸直後、機首が下がり、降下、滑走路端から600m付近の茂みに墜落、炎上した。離陸直後の十分に上昇していない高度で失速回避システム（SAS）のスティック・プッシャー機能（失速兆候を検知すると自動で操縦桿を押し出して仰角を抑えようとする装置）が作動したことが原因と推定された。 |
| 1989年9月26日  | SA227-AC メトロIII   | スカイリンク・アビエーション070便                        | 7          | 7        | カナダブリティッシュコロンビア州にあるテスラ空港への着陸において、滑走路15（南南東向き）へ進入も断念、進入復行を試みるが失速、滑走路西側に墜落し炎上した。滑走路等の位置視認が不十分なまま進入復行点を超えて進入を続けた（進入復行が遅れた）こと、進入復行手順が守られていなかったこと、などが原因とされた。 |
| 1991年2月1日   | SA227-AC メトロIII   | スカイウェスト航空5569便                                 | 12         | 12       | アメリカ合衆国カルフォルニア州にあるロサンゼルス国際空港において航空交通管制の許可を受けて滑走路24Lで離陸待機中、こちらも管制の許可を受けて滑走路24Lに着陸してきたUSエアー1493便が衝突し、使われていない元空港消防署の建物に両機とも激突、炎上した。USエアー機側も乗客乗員89名中、22名が死亡した。当時、管制は他機への対応で混乱しており、滑走路24Lに関して離陸待機と着陸進入とを同時に許可するという管制のミスにつながった。背景として、航空交通管制において冗長性確保が不十分であったとされた。 |
| 1992年8月25日  | SA227-AC メトロIII   | ローンスター・エアラインズ（テスト飛行）                 | 3          | 3        | 耐空性改善通報87-02-02に基づき交換されたフライト・コントロール・ケーブルのテストの為、アメリカ合衆国アーカンソー州ホット・スプリングス・メモリアル・フィールド空港を離陸するも、右旋回ののち、同空港の南西1km付近に墜落した。原因はケーブル交換時の設置不良で、補助翼が操作と逆に作動する様に結線されていた。 |
| 1993年8月17日  | SA226-TC メトロII    | アビエーション・サービシズ（回送便）                     | 2          | 2        | 降着装置を下ろし忘れたまま、アメリカ合衆国コネチカット州ハートフォード・ブレイナード空港 に着陸進入。プロペラが滑走路に接地したのち、着陸復行を試みるも、隣接するコネチカット川に墜落、沈没した。なお、以前のフライトにおいては、高速運航時の降下中に降着装置に関する警報装置が鳴らないようにスイッチが切られていたケースもあった。 |
| 1994年3月9日   | SA226-AT マーリンIV  | ジェットクラフト（貨物便）                               | 1          | 1        | オーストラリアニューサウスウェールズ州にあるアーミデール空港からタムワース空港へ計器飛行方式により高度6,000フィート（1,829m）での飛行を計画していたが、高度6,000フィート、同7,000フィートは他機が使用していたため、機長は高度4,500フィート（1,372m）での有視界飛行方式による飛行が可能と判断し、切り替えた（なお、計器飛行方式による最低安全高度は5,400フィート（1,646m）だった）。タムワース空港よりビジュアルアプローチの許可を得て、高度4,500フィートから降下を開始するが、同空港の北東15km付近の山地（海抜2,685フィート＝818m）に激突、炎上した。なお、事故当時、この地域は雲が低く垂れ込め、雨が降っていた。 |
| 1994年6月13日  | SA226-TC メトロII    | Aero Cuahonte（旅客便）                                  | 9          | 9        | メキシコウルアパン空港（視界4海里＝7.4km、天候曇り）への着陸に関し、管制は計器着陸方式を指示するも、同機側はビジュアルアプローチを主張。滑走路02（北北東向き）へのビジュアルアプローチを2回繰り返すも断念（進入復行）、左旋回し滑走路20（反対側、南南西向き）からのビジュアルアプローチに切り替えようとするが、同空港の北西5.9km付近の山（海抜3,937フィート＝1,200m）に激突した。決められていた手順では、左旋回ではなく、右旋回をしなければならなかった。 |
| 1995年5月1日   | SA227-CC メトロ23    | ベアスキン航空362便                                      | 3          | 3        | カナダオンタリオ州にあるスー・ルックアウト空港に向けて飛行中、同空港を離陸し上昇中であったエア・サンディ3101便（パイパー PA-31 ナバホ）と、同空港の北西12海里（22km）、高度4,500フィート（1,372m）で空中衝突し、墜落。エア・サンディ3101便側も乗員乗客5名全員が死亡した。両機とも、フライト・サービス・スペシャリストからの直接の注意喚起はなく、また空中衝突防止装置（TCAS）非搭載で、回避可能な距離では相手機を探知できなかったとされた。。 |
| 1995年9月16日  | SA227-AC メトロIII   | タムエア（訓練飛行）                                     | 3          | 2        | オーストラリアニューサウスウェールズ州にあるタムワース空港にて、型式移行訓練の一環として、夜間に「V1カット」（離陸決心速度に到達後に片側エンジン停止）訓練を行ったところ、離陸直後に墜落、炎上した。原因としては、片側エンジンを停止させたのちも降着装置を下したままの状態であったこと、V2速度（安全離陸速度）を維持できず機体が降下しているのにも関わらず訓練を中止しなかったこと、などとされた。また、推力が不均衡な状態での飛行を、視覚的な情報収集がほとんでできない夜間に行うことの危険性についての、航空会社、規制当局の認識不足も併せて指摘された。 |
| 1997年12月13日 | SA226-TC メトロII    | サービシオ・アエレオ・ヴァルガス・エスパーニャ（旅客便） | 19         | 10       | ラ・ベルティエンテ空港を離陸時にエンジンが故障、滑走路から300mの付近に墜落した。 |
| 1998年2月18日  | SA226-TC メトロII    | Ibertrans Aérea（貨物便）                                | 2          | 2        | バルセロナ＝エル・プラット空港を離陸した9分後、管制に連絡の上で同空港に引き返すことになった（理由は明示せず）。同空港への着陸進入中に進入経路の左側に逸脱、同空港の西4km付近の保育園敷地に激突、炎上した。霧・視程2㎞と視界が良くなかったこと、降下角度（6-8度）が不適切であったこと、当日の乗務状況から乗員が疲労していた可能性が有ること、左エンジンが不調であった可能性が有ること、といった点が原因とされた。 |
| 1998年6月18日  | SA226-TC メトロII    | プロップエア420便                                        | 11         | 11       | カナダケベック州にあるモントリオール・ドルバル国際空港を離陸時に、左車輪のブレーキが掛かったままの状態で滑走したため（滑走が左側に撚れるため右ラダーをあてていたが、左車輪のブレーキが掛かったままの状態であったことに乗員は気づいていなかった）、過熱により左翼降着装置収納部・エンジンナセルで火災が発生、主油圧システム喪失、左エンジン停止、ロール制御困難の状態となった。同州モントリオール・ミラベル国際空港への緊急着陸を試みるが、着陸間近（short final）、滑走路上空で左翼が上向きに折れて（火災により剛性が低下していた）、墜落、炎上した。「メトロ」に関して過去にブレーキの過熱・火災が数多く報告されていたが、注意喚起や対応手順の情報提供といった対応が不十分であった、などと指摘された。 |
| 1998年7月28日  | SA227-AC メトロIII   | スウィフトエア704便                                      | 2          | 2        | 教習飛行（instruction flight。副操縦士が左側の機長席、機長が右側席で監督・指導）を実施していた貨物便。目的地であるスペインのバルセロナ＝エル・プラット空港にて、片肺（右エンジン停止）状態での進入復行の教習を行うが、失速、左右に激しくロールしたのちに、同空港付近に墜落、炎上した。片肺、降着装置展開、フラップ中程度、低空の状況で、過度に低速となり失速、機体制御不能となったとされた。 |
| 2000年11月9日  | SA226-TC メトロII    | Superior Aviation（貨物便）                              | 1          | 1        | アメリカ合衆国インディアナ州フォート・ウェイン市営空港を離陸後、左旋回しながら2,479フィート（756m）まで上昇し、左旋回のまま下降、地表に激突、炎上した。副操縦士がいないワンマン乗務、夜間、低雲底の状況下、右翼のAC配電系統が故障し、機長一人では対応できなかったことが原因とされた。 |
| 2001年2月8日   | SA227-AT マーリンIVC | ノーザン・イリノイ・フライト・センター（エアタクシー）   | 6          | 2        | 連邦航空規則パート135に基づくエアタクシー。アメリカ合衆国ミシガン州ビーバー島空港へ夜間に計器進入（非精密進入）で旋回中、同空港の南西1.74海里（3.2km）付近に墜落した。同空港は気象報告設備（weather reporting station）が無く、その場合、連邦航空規則パート135に基づくエアタクシーは「計器進入不可」とされており、またビジュアルアプローチを行うにも「到着予定時刻の当該空港の気象状況（予報）が有視界気象状態だと地域予報および周辺空港からの報告があること」が条件とされていた。一方で本件飛行前の気象ブリーフィング時では飛行経路は計器気象状態、着陸進入前の近隣気象予報では雲底高400-500フィート（122-152m）、視程5-7マイル（8-11km）といったものだった。加えて、副操縦士は本型式を操縦する資格を取得していなかった。 |
| 2001年10月10日 | SA226-AT マーリンIVA | フライトライン101便                                      | 10         | 10       | スペインのバルセロナ＝エル・プラット空港からアルジェリアのオラン・エス・セニア空港に向けて計器飛行方式で飛行中、乱気流を伴う激しい雷雨に遭遇、スペインコルンブレテス諸島の北西18.5km付近の地中海に墜落した。直接的な原因は特定されなかったが、状況及び過去の事例から、落雷により電気系統を全喪失し、機体制御が出来ずに墜落した、と推定された。 |
| 2001年10月11日 | SA226-TC メトロII    | ペリメーター・エアラインズ962便                          | 3          | 2        | カナダシャマタワ空港へ夜間に着陸進入するも、高度が十分に下がっておらず、また十分に減速できておらず、進入復行を行うこととなった。その後、同空港から1km付近のムスケグ（泥炭地）に墜落した。原因は、体重力錯覚により、飛行状況の認識が出来なくなった可能性が高く、適切な上昇角の設定や維持がなされなかった、と推定された。 |
| 2002年4月12日  | SA227-AC メトロIII   | Tadair306便                                              | 2          | 2        | スペインにあるパルマ・デ・マヨルカ空港への着陸進入に際し、ベースレグからファイナルへ急旋回（旋回半径350m、バンク角50度）するが、曲がり切れず（滑走路軸から150m超過）、そのまま旋回を続行するも、右翼端が滑走路に接地し墜落、炎上した。夜間・低高度での超急旋回といった標準的手順にはない着陸進入を行ったことが原因とされ、失速、旋回時の横滑りにより、機体の降下を制御できなかったと推定された。 |
| 2003年7月19日  | SA226-TC メトロII    | ライアン・ブレイク・エア・チャーター                     | 14         | 14       | ケニアのナイロビにあるウィルソン空港を出発し、途中、上空から見学する為にケニア山を一周し、サンブル国立保護区にあるサンブル空港に向かう予定だったチャーター便。ケニア山に向けて、雲の中を飛行中、ケニア山第三峰レナナ峰の東斜面16,000フィート（4,877m）付近に激突、機体はバラバラとなり、炎上した。乗員はこの空域・飛行ルートに不慣れで、また視界が悪い中、周囲の地形と機体の現在位置の状況認識が十分にできていなかったこと、管制ほか関連各所とのコミュニケーションが不十分であったことが原因として指摘された。 |
| 2003年11月29日 | SA227-AT マーリンIVC | アメリフライト1966便                                     | 1          | 1        | メインILS受信機（NAV1）が不調で利用不可（サブILS受信機＝NAV2は正常）の状態で、アメリカ合衆国ワシントン州にあるフェルツ・フィールド空港（標高1,957フィート＝596m）への着陸進入を行った。天候は曇りで雲底高400フィート（122m）。方位に関しては特段問題無く、レーダーの軌跡からは、同空港のローカライザーを受信の上で正確にトレースしていたと思われる。高度に関しては、モードCの高度情報によると、高度4,100フィート（1,250m。この時点ではグライドスロープの上方に位置）からグライドスロープ角度（マイナス3.5度）を超える降下率で降下。グライドスロープ下方に大きく逸脱していた高度2,800フィート（853m）段階で管制より低高度の警告を受けるも、その13秒後に同空港の東5.5km付近に接地し、墜落した。後の調査で、NAV1はILS周波数に、NAV2はスポケーンVORTAC（同空港の南西14海里＝26km、方位は機首方向のやや右）周波数に、設定されていた可能性が高いとされた。 |
| 2004年5月5日   | SA227-AC メトロIII   | Aerotransporte Petrolero                                 | 7          | 5        | コロンビアにあるアントニオ・ロルダン・ベタンクール空港に着陸進入中、対地接近警報装置7回作動（対処無し）、障害物間隔高以下への降下などが発生した後、高度200フィート（61m）で片側エンジン故障（適切な対処無し）。失速警報装置が作動するが対処できず、降着装置展開、フラップ最大展開の状態で失速、滑走路の300フィート（91m）手前に墜落した。 |
| 2005年5月3日   | SA227-AC メトロIII   | エアワーク23便                                           | 2          | 2        | ニュージーランドのオークランド国際空港発、ウッドボーン空港行きの貨物便。離陸前に570リットル（1,000ポンド＝450kg）の燃料を全量左翼タンクに補給した（給油時に左右のバランスを取らないのは会社の慣例であった）。離陸後、オートパイロットが作動している中、左右バランス調整の為、ラダートリムコントロールを使用し、大きくサイドスリップしながら飛行することとなった。その直後（バランス調整開始から約47-48秒後）、ラダートリムによるロールを、オートパイロットでは補正・制御できなくなり、オートパイロットが自動解除、急激にロールし錐揉み状で急降下することとなった。態勢の回復が出来ないまま降下が続き、降下途中で機体が空中分解、ストラトフォードの東6km付近の農村地帯に墜落した。 |
| 2005年5月7日   | SA227-DC メトロ23    | エアロトロピクス・エア・サービシズ675便                  | 15         | 15       | オーストラリアにあるロックハート・リバー空港へ、RNAV（GNSS）アプローチ（広域航法（衛星測位システム）進入方式。非精密進入）にて着陸進入中、同空港の北西11-12km付近の山に激突、炎上した。同空港の天候（予報）は雲底1,000フィート（305m）のほぼ曇天（broken10 cloud）で、機長は飛行前に「悪天候で着陸できない可能性」に言及していた。最終進入点（FAF）やや手前の地点、高度3,000フィート（914m）から降下（降下率は最終的に1,700ft/min＝518m/min）を開始、最終進入点での高度は2,379フィート（725m。本来は2,860フィート＝872m必要）、そのまま降下を続け、高度1,210フィート（369m）で山に激突するに至った。なお、副操縦士はRNAV（GNSS）アプローチを行う資格を持っていなかった。オーストラリアでは1968年の墜落事故（26名死亡）以降では最悪の民間航空機事故となった。 |
| 2006年2月8日   | SA226-TC メトロII    | TriCoastal Air（貨物便）                                 | 1          | 1        | アメリカ合衆国テキサス州にあるバレー国際空港への飛行中、乗員より「搭載燃料が左右翼でバランス不均衡となっており、高度を下げ、最寄りの空港に向かう」との交信（許可）の1分後、「メーデー」が6回発信されたのを最後に交信途絶、ほぼ垂直に降下し、テネシー州パリス近郊に墜落、爆発炎上した。燃料系統の調査は出来ず、原因は特定されなかった。 |
| 2008年4月9日   | SA227-AC メトロIII   | エアテックス・アビエーション（貨物便）                   | 1          | 1        | オーストラリアにあるシドニー国際空港を離陸後、乗員からの「若干の技術的な障害が発生」との連絡を最後に、レーダーから機影消失。同空港の南東19km付近の海中の長さ1.2km、幅0.4kmの範囲から残骸が発見された。調査によると、交流電源系統の故障や、姿勢参照システムやオートパイロットが動作していなかった可能性が指摘され、その対応に追われ空間識失調を引き起こし、機体の制御が出来ず墜落した、と推定された。 |
| 2011年2月10日  | SA227-BC メトロIII   | マンクス2 7100便                                         | 12         | 6        | イギリス北アイルランドのジョージ・ベスト・ベルファスト・シティ空港発、アイルランドのコーク空港行きの旅客便。副操縦士がパイロット・フライング（PF。主に操縦担当）を、機長がパイロット・ノン・フライング（PNF。主に計器確認、通信を担当）を担っていた。濃霧のコーク空港への着陸に際し、低視程下での地上体制（Low Visibility Procedures。LVP）が採られる中、滑走路17へのILS進入（カテゴリーII）を試みるも断念（進入復行）、逆側となる滑走路35へのILS進入に切り替えるが、こちらも進入復行となる。天候回復を待つため24分ほどの上空待機ののち、滑走路視距離（RVR）が回復基調にあるとして、滑走路17への再進入を行うこととなった。適切な視程が得られていないまま着陸決定高（DH）以降も進入を継続。高度100フィート（30m）以下となったところで機長（PFP担当）が着陸復行を指示し副操縦士（PF担当）は了解するも、態勢を立て直せず（左右エンジンの出力差が大きく生じる様なスラストレバーの不適切な操作あり。左右に大きくロールしていた）、右翼端が滑走路に接触、仰向けの状態で墜落した。なお、マンクス2の航空運送事業許可では、認められるILS進入カテゴリーはカテゴリーIのみであった（カテゴリーIIでの進入は不可）。 |
| 2011年9月6日   | SA227-BC メトロIII   | アエロコン238便                                          | 9          | 8        | ボリビアにあるテニエンテ・ホルヘ・エンリチョ・アラウス空港への着陸に際し、視界が悪い中、計器進入（非精密進入）を行っていたが、同空港の北西8km付近のジャングルに墜落した。なお、同機のVOR受信機は故障中であった。 |
| 2012年6月6日   | SA227-AC メトロIII   | エア・クラス航空（貨物便）                               | 2          | 2        | ウルグアイのカラスコ国際空港発、アルゼンチンのエセイサ国際空港行きのDHL貨物便。飛行中、ラプラタ川のモンテビデオ河岸近くのフローレス島の南1.5km付近の水中に墜落した。機体の残骸は約1か月半後に発見され、調査の結果、着氷や、AC電源系統の故障の可能性が指摘され、各種計器の不作動・誤作動により状況認識が困難になり、姿勢制御不能に陥り墜落した、と推定された。また、整備不備（プロペラなど多くの装備で書類上と現物が相違、古い整備マニュアルを使用など）も指摘された。 |
| 2012年12月22日 | SA227-AC メトロIII   | ペリメーター・アビエーションPAG993便                     | 9          | 1        | カナダにあるサニキルーアク空港への着陸に際し、滑走路09（東向き）へビジュアル・アプローチを行うも断念（進入復行）、反対側からの滑走路27（西向き）への無指向性無線標識（NDB）による非精密進入も断念、再度の滑走路09（東向き）への進入も断念、2回目の滑走路27（西向き）へのNDBによる非精密進入を行うこととなった。進入復行点通過後に滑走路目視、急降下させるが、速度・高度超過の状況で滑走路途中まで来ており、着陸が出来たとしてもオーバーランは不可避と判断し、滑走路上空20-50フィート（6-15m）のところで着陸復行に転じた。しかし、上昇を維持できずに、滑走路の先525フィート（160m）地点に墜落した。2か所の代替空港候補はそれぞれ悪天候、燃料不足で利用できず、本空港への着陸が必須の状況であったことなど、乗員に過度のプレッシャーが掛かり、手順通りの対応や、適切な打開策検討などが出来なかったことが原因の一つとされた。 |
| 2013年11月3日  | SA227-AC メトロIII   | アエロコン25便                                           | 18         | 8        | ボリビアにあるリベラルタ空港（天候:雨、南風7ノット、視程3,000m）への着陸に際し、管制の許可を受けて滑走路32（北西向き）へ侵入するが、着陸直前に右旋回、右翼が接地し、滑走路右側に仰向けの状態で墜落、炎上した。悪天候で視界不良だったことが原因の一つとされた。 |
| 2013年11月10日 | SA227-AC メトロIII   | ベアスキン航空JV311便                                    | 7          | 5        | カナダにあるレッド・レイク空港への最終進入中、高度（150m）で乗員が機体不調を認識し緊急事態を宣言、再上昇を図るも失速、左ロールの状態で左翼が接地、同空港の南0.8km付近に墜落、炎上した。「機体不調」は左翼エンジンの第1タービン・ブレードの破損であったが、乗員は状況詳細把握に至らなったと推定され（エンジン故障から墜落まで56秒）、所定の手順（エンジン停止、フェザリング実施）は取っていなかった。また着陸態勢（フラップ、降着装置展開）を取っていたこともあり、失速、態勢の回復が不可能な状況となり墜落した、とされた。 |
| 2013年12月2日  | SA227-AC メトロIII   | IBCエアウェイズ405便                                     | 2          | 2        | ドミニカ共和国のラス・アメリカス国際空港を発し、プエルトリコのルイス・ムニョス・マリン国際空港に向けて飛行中に連絡が途絶、急降下する途中に空中分解し、プエルトリコラ・アリアンザの南南西2km付近に墜落した。調査の結果、急降下の要因は断定できなかったが、乗員の操縦に起因する可能性が高いとされ、急降下中の強い機体引き起こしに主翼・水平尾翼が耐えられず上向きに折れ、空中分解に至ったとされた。 |
| 2015年4月13日  | SA226-TC メトロII    | カーソン・エア66便                                       | 2          | 2        | カナダにあるバンクーバー国際空港を発し、プリンス・ジョージ空港に向けて飛行中、離陸の約7分後にレーダーから機影が消失、レーダー上では高度は8,700フィート（2,652m）から5,000フィート（1,524m）まで急降下していた。捜索の結果、ノースバンクーバーの北11km付近のノース・ショア山脈の山中、標高2,953フィート（900m）で機体の残骸が発見された。調査の結果、原因不明の急降下に機体が耐え切れず空中分解に至ったとされた。また、機長の血中アルコール濃度（0.24%）や遺体解剖（肝臓に病変）から、機長はアルコール中毒で、酒気帯びでの搭乗だったと考えられ、このことが事故に至る一因であることはほぼ確実とされた。 |
| 2015年6月2日   | SA226-TC メトロII    | エアロナベスTSM（テスト飛行）                            | 5          | 5        | メキシコにあるケレタロ国際空港を離陸、高度9,000フィート（2,743m）に達したのち、機体制御不能に陥り急降下、同空港の南西11km付近に墜落、炎上した。調査では機体の異常は発見されず、機体制御が不能になった原因の特定はなされなかったが、乗員の操縦に起因する可能性が高いとされた。。 |
| 2016年10月24日 | SA227-AT マーリンIVC | CAEアビエーション                                        | 5          | 5        | フランス国防省の麻薬・人身売買監視任務を行うため、マルタ共和国にあるマルタ国際空港を離陸した直後に墜落、炎上した。離陸後も機首が上がり続け、ピッチ角34度に達したところで失速（パワーオンストール）、右側に大きくロールしほぼ反転、最終的にはピッチ角マイナス（機首下げ）38度、右70度バンクの姿勢で地面に激突した。機首が上がり続けた原因は、「HFアンテナ（胴体と垂直尾翼を結ぶケーブル）が破損、昇降舵に巻き付き、機首上げ方向で固定されてしまった」、「失速回避システム（SAS）の誤作動」、「昇降舵操作系統（ケーブルほか）の故障」の可能性が指摘され、とりわけ「昇降舵操作系統の故障」が最も妥当な説明とされた。 |
| 2016年12月5日  | SA227-AC メトロIII   | キー・ライム・エアLYM308便                               | 1          | 1        | アメリカ合衆国フロリダ州にあるノースウエスト・フロリダ・ビーチズ国際空港を発し、ジョージア州のサウスウエスト・ジョージア地域空港へ向けて飛行中に悪天候に遭遇、乗員からは「ルートを変更しフロリダ州のタラハシー国際空港に向かう」との連絡が有った。高度7,000フィート（2,134m）から3,700フィート（1,128m）へ降下したのちにレーダーから機影が消失し、連絡も途絶、ジョージア州カミラの東南東5.5km付近で機体残骸が広範囲に散乱しているのが発見された。悪天候により、乗員が空間識失調の状態に陥り、機体のコントロールが出来なくなり、空中分解に至ったとされた。 |
| 2021年5月12日  | SA226-TC メトロII    | キー・ライム・エアKG970便                                | 1          | 0        | アメリカ合衆国コロラド州にあるセンテニアル空港の17L滑走路への最終進入中、同空港の17R滑走路へ着陸進入中（ベースレグからファイナルへの右旋回中で17L滑走路側に行き過ぎていた）であったシーラスSR22と空中衝突。メトロは胴体後部の天井部分が大破し、尾翼も損傷したが、同空港に無事（人的被害無し）に着陸した。シーラスは制御不能となったが、シーラス・エアフレーム・パラシュート・システムを作動させ、機体ごとパラシュートで空港外に不時着し、こちらも人的被害はなかった。詳細については国家運輸安全委員会にて調査中である。 |
| 2021年12月10日 | SA-226AT マーリンIV  | キャッスル・アビエーション921便                          | 1          | 1        | アメリカ合衆国ニューハンプシャー州にあるマンチェスター・ボストン地域空港への着陸進入中、同空港の南西0.6km付近に墜落した。乗員からはエンジン故障との連絡があった。詳細については国家運輸安全委員会にて調査中である。。 |